# Marcelo Breit
Marcelo Breit es un actor argentino de televisión.

## Trayectoria
Participó en más de 50 telenovelas, unitarios y películas, con versatilidad para el drama o la comedia en permitió los roles de un médico respetable, abogado corrupto o un padre de carácter fuerte e inestable. Se destacó en su composición de un padre colorido y de carácter muy particular en Rebelde Way, tira infantil producida por Cris Morena.
Interpretó gran variedad de personajes entre los que se destaca el rol de Dr. Jimenez, como parte del elenco de Culpable de este Amor junto a Juan Darthés y Gianella Neyra, telenovela de horario central en Telefé.
Otro momento en TV fue el de la novela Collar de Esmeraldas donde encarnó a un carismático policía de civil, "mano derecha" del personaje interpretado por Ximena Fassi.